# Тучне (Казахстан)
Ту́чне (каз. Тучное) — село у складі Сандиктауського району Акмолинської області Казахстану. Входить до складу Васильєвського сільського округу.
Населення — 51 особа (2021; 183 у 2009, 302 у 1999, 424 у 1989).
Національний склад станом на 1989 рік:
- росіяни — 68 %.